# Volo Tibet Airlines 9833
Il volo Tibet Airlines 9833 è stato un collegamento passeggeri di linea domestico da Chongqing a Nyingchi, in Cina. Il 12 maggio 2022, l'Airbus A319-100 operante il servizio ha subito un'uscita di pista che ha provocato il distacco dalle ali di entrambi i motori, seguita da un incendio vicino alla parte anteriore sinistra dell'aeromobile. 36 persone sono rimaste ferite durante l'evacuazione.

## L'aereo
Il velivolo coinvolto era un Airbus A319-100, numero di serie 5157, marche B-6425. Era stato consegnato nuovo alla compagnia direttamente da Airbus nel novembre 2012. Era spinto da due motori turboventola CFM International CFM56-5B7/3 ed era equipaggiato con le sharklets installate nel 2018.

## L'incidente
Durante la corsa sulla pista 03/21, i piloti hanno riscontrato un'anomalia e hanno annullato immediatamente il decollo. L'aereo è uscito di pista con il conseguente distacco di entrambi i motori. Gli stessi, così come la parte anteriore dell'aereo, hanno preso fuoco. Tutti i 122 passeggeri e l'equipaggio sono stati evacuati e 36 di loro hanno riportato ferite lievi. 

## Le indagini
L'Amministrazione dell'aviazione civile della Cina (CAAC) ha inviato sul luogo dell'incidente un team di investigatori.
Il rapporto finale è stato pubblicato il 5 giugno 2024. Durante la rullata di decollo a una velocità prossima alla V1 (145 nodi (269 km/h)), il primo ufficiale ha premuto il pedale del timone sinistro per mantenere la direzione della pista. Il comandante era disturbato dalla caduta di oggetti nel cockpit e ha perso la consapevolezza situazionale; inavvertitamente, anche il comandante ha applicato il timone sinistro che, combinato con l'input del primo ufficiale, ha causato una deviazione eccessiva a sinistra. Dopo aver rilevato la deviazione, l'equipaggio non ha eseguito le call out standard e il comandante ha portato le manette al minimo. Sotto l'influenza della massima frenata e dell'inerzia, l'equipaggio non è riuscito a effettuare correzioni efficaci e l'aeromobile è uscito di pista ad alta velocità (circa 127 nodi (235 km/h)).
Dopo l'uscita di pista, il carrello anteriore ha ceduto in seguito alla collisione con una piastra di copertura e con la spalla di una via di rullaggio; l'aeromobile ha proseguito in avanti e ha colpito un fosso a circa 120 metri a ovest della linea centrale della pista 03. L'impatto ha causato la rottura del motore e del carrello di atterraggio principale. L'impatto ha causato il distacco dei motori, del carrello principale e di altri componenti e il contatto della fusoliera con il suolo ha provocato un incendio.